# Форсов
Форсов — хутор в Конышёвском районе Курской области России. Входит в состав Машкинского сельсовета.

## География
Хутор находится в бассейне Белички (левый приток Свапы), в 66,5 км от российско-украинской границы, в 64 км к северо-западу от Курска, в 16 км к северо-востоку от районного центра — посёлка городского типа Конышёвка, в 4 км от центра сельсовета — села Машкино.
Климат
Форсов, как и весь район, расположен в поясе умеренно континентального климата с тёплым летом и относительно тёплой зимой (Dfb в классификации Кёппена).
Часовой пояс
Хутор Форсов, как и вся Курская область, находится в часовой зоне МСК (московское время). Смещение применяемого времени относительно UTC составляет +3:00.

## Население
| 2002 | 2010 |
| ---- | ---- |
| 10   | ↘7   |

## Инфраструктура
Личное подсобное хозяйство. В хуторе 7 домов.

## Транспорт
Форсов находится в 59 км от автодороги федерального значения М3 «Украина» (Москва — Калуга — Брянск — граница с Украиной), в 34 км от автодороги М2 «Крым» (Москва — Тула — Орёл — Курск — Белгород — граница с Украиной), в 28 км от автодороги А142 (Тросна — М-3 «Украина»), в 11 км от автодороги регионального значения 38К-038 (Фатеж — Дмитриев), в 4 км от автодороги 38К-005 (Конышёвка — Жигаево — 38К-038), на автодорогe межмуниципального значения 38Н-468 (Машкино — Форсов), в 7 км от ближайшей ж/д станции Соковнинка (линия Навля — Льгов I).
В 170 км от аэропорта имени В. Г. Шухова (недалеко от Белгорода).